# 형사소송법
|                                                                  |
| 형사소송법                                                       |
| 이념과 구조                                                      |
| 무죄 추정의 원칙 · 자백배제법칙 · 전문법칙                       |
| 증거보전청구권 · 형사보상청구권 · 독수독과이론                   |
| 실체적 진실주의 · 적정절차 · 신속한 재판의 원칙                  |
| 진술거부권 · 접견교통권 · 증거개시제도                           |
| 열람등사권 · 위법수집증거배제법칙                                |
| 법원                                                             |
| 제척 · 기피 · 회피 관할 · 이송 · 법관                            |
| 피고인과 변호인                                                  |
| 피고인 ·변호인 · 성명모용자 · 공동피고인 국선변호인 · 법정대리인 |
| 검사                                                             |
| 기소독점주의 · 검사 동일체의 원칙                                |
| 수사                                                             |
| 함정수사 · 불심검문 · 임의동행 · 동행요구 · 사법경찰관           |
| 구속                                                             |
| 구속영장 · 체포영장                                              |
| 증거법                                                           |
| 정황증거 · 전문증거 · 진술조서 · 진술서 · 실황조사서 · 검증조서  |
| 진술 · 증인                                                      |
| 재판                                                             |
| 공소장 · 공소장일본주의                                          |
| 고소 · 고발 · 고소불가분의 원칙 · 자수                           |
| 상소                                                             |
| 항소, 상고 & 비상상고                                            |
| 다른 7법 영역                                                    |
| 헌법 · 민법 · 형법                                               |
| 민사소송법 · 형사소송법 · 행정법                                 |
| 포털: 법 · 법철학 · 형사정책                                     |
| v • d • e • h                                                    |

형사소송법(刑事訴訟法, 영어: criminal procedure) 또는 형소법(刑訴法)은 수사 및 형사재판 절차를 규정한 공법으로, 수사의 절차, 재판의 개시, 재판 절차, 판결의 선고, 선고된 판결에 대한 불복 및 확정 등에 대한 일반적인 법규정을 망라한 절차법이다. 형사절차를 규정하고 있다는 점에서 민사절차를 규정하고 있는 민사소송법과 구별되며, 범죄의 구성요건과 그에 대한 형벌을 규정하고 있는 실체법으로서의 형법과도 구별된다.

## 법원

### 형사소송법의 법원이 되는 헌법규정
1. 적법절차의 원칙(제12조①③)
2. 형사절차법정주의(제12조①)
3. 강제수사법률주의(제12조① 전단)
4. 고문을 받지 아니할 권리(제12조② 전단)
5. 진술거부권(제12조② 후단)
6. 수사절차상의 영장주의(제l2조③, 제16조), 긴급체포와 현행범체포(제l2조③)
7. 변호인의 조력을 받을 권리(제12조④)
8. 구속사유 및 변호인선임권을 고지받을 권리(제12조⑤ 전단)
9. 피구속자의 가족 등에게 구속사유를 통지하게 할 권리(제12조⑤ 후단)
10. 체포 • 구속적부심사청구권(제12조⑥)
11. 자백배제법칙(제l2조⑦)
12. 자백의 보강법칙(제12조⑦)
13. 일사부재리의 원칙(제13조①)
14. 공정한 재판을 받을 권리(제27조①)
15. 군사법원의 재판을 받지 아니할 권리(제27조②)
16. 신속한 재판을 받을 권리(제27조③)
17. 공개재판을 받을 권리(제27조③)
18. 무죄추정의 권리(제27조④)
19. 형사피해자의 재판절차진술권(제27조⑤)
20. 형사보상청구권(제2조⑧)
21. 과잉금지의 원칙(제37조②)
22. 국회의원의 불체포특권(제44조)
23. 국회의원의 면책특권(제45조)
24. 대통령의 형사상 불소추특권(제84조)
25. 헌법소원(제111조① 제5호)

### 형사소송법의 법원에 해당하는 대법원 규칙
1. 형사소송규칙
2. 국민의 형사재판 참여에 관한 규칙
3. 공판정에서의 좌석에 관한 규칙
4. 법정에서 방청 • 촬영 등에 관한 규칙
5. 소년심판규칙
6. 형사소송비용 등에 관한 규칙
7. 소송촉진 등에 관한 특례규칙
8. 법정등의 질서유지를 위한 재판에 관한 규칙

## 주요 판례
- 증거보전절차와 전심재판 / 증거보전 판사 항소심 사건
- 자백배제법칙과 파생증거의 증거능력 / 압수된 망치 사건
- 간통죄 고소의 유효조건 / 피고인 먼저 고소 사건
- 공소장과 기타 사실의 기재 / 시효완성 사실 기재 사건
- 간통죄 고소의 방식 / 엄벌요구 진정서 사건
- 피해자 환부의 요건 / 가나리 압수 보관 사건
- 공범자에 대한 증거보전신청, 공판조서의 모순된 기재 / 치안본부 구내식당 사건
- 기피신청의 요건 / 기피신청후 퇴직 사건
- 고소능력과 고소기간 / 철들어 고소 사건
- 불기소처분에 대한 헌법소원 / 융모상피암 환자 사망 사건
- 간통죄와 공소사실의 특정 / ‘시내 불상지 간통’ 사건
- 고발사건과 헌법소원 / 암소 1마리 갈취 사건
- 간통죄 고소의 특정방법 / 가출 배우자 발견 사건
- 증거동의와 내용부인의 관계, 증거동의와 진정성 요건 / 폭행사실 번복 사건
- 재정신청절차와 기피신청 / 고소인 처 증인신청 사건
- 고발사건과 헌법소원 / 도시계획 공무원 사건
- 면책특권의 소송법적 효과 / 국시 논쟁 사건
- 검찰사건사무규칙의 법적 성질 / 광업권 고소 재기수사 사건
- 변호인 상소권의 법적 성질 / 치료감호 당일 상고포기 사건
- 공소장일본주의와 여죄의 기재, 공소장변경의 필요성 / 트레이딩 회사 사채모집 사건
- 고소사건과 피해자의 범위 / 정당 플래카드 철거 사건
- 공소사실의 동일성 판단기준 / 염산에페드린 은닉 사건
- 간통죄 고소의 법적 성질 / 이혼소송 소장각하 사건
- 포괄일죄와 공소시효의 기산점 / 한약업사 진료 사건
- 고소의 객관적 효력범위, 공소불가분의 원칙 / 협박죄 고소취소 사건
- 음주측정 거부와 진술거부권, 음주측정의 법적 성질 / 취객 음주측정 불응 사건
- 항소심 공소장변경과 사건이송 / 상습사기 공소사실 추가 사건
- 소년사건과 소년 요건의 법적 성질 / 소년감경 추가 사건
- 수사보고서의 법적 성질, 수사 경찰관의 증인적격 / 나이트클럽 앞 싸움 사건
- 상고심의 기능과 위상 / 반성 없는 선고유예 사건
- 지문채취의 법적 성질 / 지문 거부 즉결심판 사건
- 재전문진술의 증거능력 / 사기죄 전문증거 사건
- 직권남용죄와 검사동일체의 원칙 / 검찰총장 내사중단 지시 사건
- 참고인 진술의 임의성 / 연예기획사 운전기사 사건
- 공동피고인의 증인적격 / 절도범 대 장물범 사건
- 공판중심주의와 직접심리주의 / 보도방 접객원 사건
- 새로운 증거의 신규성과 명백성 / 무정자증 강간범 사건
- 공소사실의 동일성과 사물관할 / 상습도박 대 특가법사기 사건
- 전문증거의 성립요소 / 문자메세지 사진 사건
- 범칙금 납부와 불처벌의 범위 / 자동차용품점 앞 교통사고 사건
- 공소사실의 특정성 / ‘불상지 불상량 투여’ 사건
- 허위사실의 입증방법 / ‘감사중단 지시’ 사건
- 간통죄 고소의 유효조건 / 협의이혼 후 이혼소송 취하 사건
- 비밀녹음 보도와 정당행위 주장 / 안기부 X파일 사건
- 녹음테이프의 증거능력 / 정당협의회 식사대금 사건
- 영장재판의 불복방법 / 네 번째 영장기각 사건
- 접견교통권 제한과 준항고 / 단독 접견신청 거부 사건
- 직근 상급법원의 결정기준 / 심급관할 대 관할구역 사건
- 검사의 접견금지결정과 헌법소원 / ‘기소시까지 접견금지’ 사건
- 인권옹호에 관한 검사의 지휘 범위 / 인권옹호방해죄 위헌심판 사건
- 공소장변경의 필요성 / 피가름 설교 사건
- 사실오인과 채증법칙위반의 구별 / 검찰청 소변검사 사건
- 함정수사의 판단기준 / 취객 상대 부축빼기 사건
- 포괄일죄 추가기소의 법적 성질 / 협박범행 추가기소 사건
- 위법수집증거배제법칙의 적용범위 / 제주지사실 압수수색 사건[깨진 링크(과거 내용 찾기)]
- 업무상 작성된 통상문서 / 성매매 메모리카드 사건
- 약식절차와 공소장일본주의, 공판조서의 열람 지체와 증거능력
- 검찰사건 사무규칙의 법적 성질 / 기명날인 공소장 사건
- 고소능력과 고소기간 / 생활지도원 상담 사건
- 고소의 효력발생 시점, 간통 고소와 간통의 종용 및 유서
- 범죄사실 증명과 합리적 의심 / 대리운전사 급발진 사건
- 사경 면전 영상녹화물의 증거능력 / 녹음․녹화 요약서 사건
- 증언거부권 불고지의 법적 효과 / 전처 위증 사건
- 무죄판결과 상소이익 / 공소기각판결 상고 사건
- 디지털 저장매체 출력 문건의 증거능력, 영사증명서의 증거능력
- 진정성립 진술의 철회와 취소 / 의견진술 단계 동의 번복 사건
- 자백보강법칙 위반의 법적 효과 / 불법 비자 모집 사건
- 검사 수사지휘권의 범위 / 유치장 호송 명령 사건
- 공판조서의 절대적 증명력 / 증거동의 오기 주장 사건
- 기피신청과 전심절차, 공판조서의 절대적 증명력 / 방북 교수 기피신청 사건
- 항고이유서 제출기회의 보장 / 송부 즉일 항고기각 사건
- 항소심 결정에 대한 불복방법, 재판서 경정의 요건 / 미결구금일수 과다산입 사건
- 변호인 접견권의 한계 / 대기실 접견신청 사건
- 미결구금일수의 전부 통산 / 형법 57조 위헌결정 사건
- 증언거부권 불고지의 법적 효과 / 쌍방상해 위증 사건
- 간통 종용과 고소의 유효조건 / 위자료 청구 인낙 사건
- 항소이유와 직권판단의 관계 / 도리어 감경 사건
- 공범인 공동피고인의 허위진술 / 게임방 종업원 공동피고인 사건
- 사인 수집 증거와 위법수집증거배제법칙 / 배우자 원룸 침입 사건
- 법률의 개정과 공소시효 / 특가법 포탈세액 개정 사건
- 즉고발사건과 고소불가분의 원칙 / 리니언시 고발 사건
- 위드마크 측정과 증거능력, 과학공식 사용과 엄격한 증명 / 사고 직후 소주 마시기 사건
- 몰수․추징과 상소불가분의 원칙 / 향정의약품 매매 알선 사건
- 상고이유서 기재방법 / 10억 원 합의서 날인 사건
- 문서위조죄와 공소사실의 특정 / 외국대학 박사학위기 사건
- 참고인 조사자 증언의 증거능력, 진술번복 용 진술조서의 증거능력 / 회칼 협박 특수강간 사건
- 즉결심판절차와 공소장일본주의 / 정재청구 후 조서작성 사건
- 친고죄와 고소불가분의 원칙 / 나이키 포스터 현수막 사건
- 헌법불합치결정과 무죄판결 / 집시법 헌법불합치결정 사건
- 특별사법경찰관리의 수사권한, 즉고발사건 고발의 법적 성질 / 출입국관리소장 고발 사건
- 판단유탈과 직권파기 / 세신업자 고소 사건
- 공판중심주의와 실질적 직접심리주의, 제1심과 항소심의 관계 / 잠든 청소년 항거불능 사건
- 피고인진술조서의 증거능력, 진술거부권의 적용범위, 위법수집증거배제법칙과 주장적격 문제 / 공범사건, 피고인 진술조서 사건
- 상상적 경합범의 일부 상소 / 중대장 심의기구 무고 사건
- 공소취소와 재기소금지의 범위 / 세금계산서 합계표 사건
- 상급심 판단의 기속력 / 동업자 부인 공갈 사건
- 현행범체포시의 압수와 사후영장, 마약류범죄와 공소사실의 특정 / 인터넷 스와핑 카페 사건
- 정당 대표의 당사자능력 / 정당 대표 기소 사건
- 공소장변경의 필요성 / 비례대표 추천 대가 사건
- 위법수집증거의 예외적 허용, 진술거부권 불고지와 2차 증거의 증거능력 / 가방 강도 자백 사건
- 공소제기의 방식 / ‘공소장으로 갈음’ 사건
- 공소장변경의 허용한계, 실체적 경합범과 파기의 범위 / 태안 기름유출 사건
- 검사 수사지휘권의 한계 / 인권옹호방해죄 사건
- 변호인 신문참여권의 한계 / 떨어져 앉기 사건
- 사법경찰관의 직무범죄와 재심사유 / 조봉암 재심청구 사건
- 재심심판과 적용법령 / 조봉암 재심판결 사건
- 상소심 미결구금일수의 전부통산 / 형소법 482조 헌법불합치결정 사건
- 재정신청 이유기재와 재판청구권 / 형소법 260조 4항 위헌소원 사건
- 재정신청 기각결정에 대한 불복 / 형소법 262조 4항 한정위헌 사건
- 고소취소기한 제한과 평등권 / 형소법 232조 위헌소원 사건
- 형사항소심의 구조 / 파기자판 위헌 시비 사건
- 법정경찰권과 소송지휘권의 차이 / 녹음불허 불복 사건
- 적용법조 누락과 하자의 치유 / 집시법 해산명령 사건
- 기소결정의 위법과 불복방법 / 버스 경매 배당이의 사건
- 위법수집증거배제법칙의 원칙과 예외 / 구속영장 미제시 사건
- 강제채혈과 위법수집증거배제법칙 / 응급실 강제채혈 사건
- 과학적 연구결과와 엄격한 증명 / 사료용 표시 색소 사건
- 몰수․추징액 산정과 엄격한 증명 / 중국 선박운항허가 로비 사건
- 영상데이터와 유체물 / 음란 위성방송 시청 사건
- 허위사실 인식의 거증책임 / 자동차 과급기 특허분쟁 사건
- 친고죄 고소취소와 소송능력 / 법정대리인 동의 논란 사건
- 사경 면전 공범 피의자신문조서의 증거능력 / 50일 후 공범 사망 사건
- 위법수집증거배제법칙과 주장적격 / 성매매 용의자 강제연행 사건
- 변호사의 증언거부권과 형소법 제314조 / 법무법인 의견서 사건
- 공소사실의 특정 정도, 고발사실의 특정 정도, 공소장변경의 필요성 / 금지금 폭탄영업 사건
- 공소장일본주의 위반의 법적 효과 / 14쪽짜리 공소장 사건
- 간통죄 고소의 유효조건 / 고소인 재차 혼인 사건
- 간통죄 고소의 취소시점 / 환송 후 고소취소 사건
- 반대신문권의 보장과 책문권 포기 / 퇴정 피고인 반대신문권 사건
- 임의제출물 압수의 요건 / 피해자 쇠파이프 제출 사건
- 공소제기 후의 강제수사 / 100만 원 자기앞수표 뇌물 사건
- 공소장변경 없는 직권판단 / 농지법 위반 이중매매 사건
- 긴급체포시의 압수 요건 / 외사과 경찰관 압수 사건
- 양형기준의 법적 성질 / 양형기준 소급적용 사건
- 허위사실의 증명방법 / 유학원 설명회 사건
- 범죄사실의 동일성 판단기준 / 노점상 자리 다툼 사건
- 간통고소의 고소권자 / 식물인간 배우자 사건
- 국민참여재판과 항소심의 관계 / 금목걸이 강취 참여재판 사건
- 확정판결 효력범위의 판단기준 / 보험사기 후속 기소 사건
- 체포와 무영장 압수․수색 / 집 앞 20m 체포 사건
- 녹취록의 증거능력 인정요건 / 병원 감금 각서 강요 사건
- 국민참여재판을 받을 권리 / 기한 도과 후의 의사확인서 사건
- 국선변호인의 조력을 받을 권리 / 국선변호인 항소이유서 미제출 사건
- 정보저장매체 압수수색 방법 / 전교조 이메일 사건
- 통신제한조치 연장과 통신의 비밀 / 통비법 제8조 위헌소원 사건
- 고발사건 검찰재항고와 헌법소원 / 호반 주택 고발 사건
- 기소유예처분과 헌법소원 / 비뇨기과 병원장 사건
- 증거개시명령 불복과 헌법소원 / 용산참사 헌법소원 사건
- 구속사유와 구속의 필요성 / 형소법 70조 2항 위헌소원 사건
- 변론병합의 법적 성질 / 화물운송회사 지입차량 사건
- 형소법 제314조의 적용요건 / 필로폰 구매자 소재불명 사건
- 양형조사의 법적 성질 / 법원 조사관 보고서 사건
- 부적법 상고이유서와 상고기각결정 / 벌금 감액 요청 사건
- 목적범과 검사의 증명책임 / 실천연대 자료집 사건
- 형벌법규 위헌결정과 소급효 / 특경법 합헌결정 번복 사건
- 재심사건에 대한 적용법령, 위헌법령과 무죄판결, 통치행위에 대한 사법판단 / 긴급조치 위헌무효 사건
- 포괄일죄의 동일성 판단기준 / 스포츠 마사지 약식명령 사건
- 양형기준과 항소심 판단방법 / 항소심 양형기준 이탈 사건
- 녹취록의 증거능력 / 학부모 정신병 발언 사건
- 과형상 일죄와 과형상 수죄 / 농협 선거용 조합원 교육 사건
- 확정판결의 분리 / 공익요원 무단결근 사건
- 일부상소의 법적 효과, 확정판결과 경합범의 분리 / 공무방해 마약사범 사건
- 문서사본의 증거능력 / 노동조합 업무수첩 사건
- 고의 입증과 자백의 보강법칙 / ‘운전하지 못할 우려’ 사건
- 고소대리의 허용범위 / 피고인 처 합의서 사건
- 자유심증주의의 한계 / 유리컵 상해 사건
- 통역인의 제척사유 / 사실혼관계 통역인 사건
- 직권 사실인정과 석명권 행사 / 유사성교 직권인정 사건
- 항소이유 철회의 효과 / ‘양형부당 남기고 철회’ 사건
- 전자장치 부착명령과 불이익변경금지 / ‘친딸이라는 이유’ 사건
- 비상상고와 파기자판 / 보호관찰 밖 부착명령 사건
- 무죄추정원칙의 적용범위 / 지방자치법 헌법불합치결정 사건
- 즉시항고와 재판받을 권리 / 항소기각결정 즉시항고 사건
- 재심절차의 구조 / 재심청구 변호사 위헌제청 사건
- 부수처분과 판결파기의 범위 / 공개명령 부칙 확대실시 사건
- 공소장변경과 공소사실의 동일성 / 차용금 대 투자금 사건
- 공시송달과 불출석재판 / 1회 공시송달 재판 사건
- 택일관계와 범죄사실의 단일성 / 인테리어 공사업자 사건
- 확정판결과 범죄사실의 동일성 / 무허가 주택조합 청약권 사건
- 임의제출물의 압수 방법, 감정절차의 적법성, 과학적 증거방법의 증명력, 간접사실에 의한 증명 / 방호벽 2차 충돌 사건
- 친족상도례와 친족의 범위 / 사돈간 사기 사건
- 현행범 체포의 요건 / 경찰관 모욕 체포 사건
- 외국 수사와 위법수집증거배제법칙, 참고인 진술조서의 증거능력, 수사보고서의 증거능력 / 과테말라 출장 수사 사건
- 친고죄와 고소불가분의 원칙, 항소이유의 철회 방법, 부착명령사건과 상소 의제 / 편의점 앞 여아 사건
- 외국인의 국외범과 재판권 / 캐나다 교포 선물투자 사건
- 상고이유의 상호관계, 치료감호사건과 상소 의제 / 치료감호 상소이익 사건
- 국민참여재판을 받을 권리와 의사확인 / 7일 전 공판 진행 사건
- 체포시 권리고지의 시점 / 법원 앞 옥외집회 사건
- 진술거부권의 발생시점 / 청도발 인천행 필로폰 사건
- 유죄 확정된 사람과 증언거부권 / ‘재심청구 예정’ 사건
- 자수 주장에 대한 판단 요부 / 차용금 주장 번복 사건
- 토지관할과 현재지의 요건 / 소말리아 해적 사건

한국의 형사소송법은 대륙법계의 전통을 따르고 있어서, 독일, 일본의 형사소송법과 비슷하다.

## 규문주의와 탄핵주의
이 용어는 여러 가지 의미로 쓰이고 있다.  (1) 누가 소송(형사절차)을 개시하느냐의 구별(訴追原理) ― 법원자신이 소송을 개시하는 것을 규문주의, 법원 이외의 자의 청구(公訴)에 의하여 소송을 개시하는 것을 탄핵주의라고 한다. 이러한 의미의 탄핵주의는 소추주의라고도 불리며 소추자가 누구인가에 따라서 피해자 소추주의·공중 소추주의 국가 소추주의로 구분된다.  (2) 소송의 주체수에 의한 구별(형식원리) ― 법원·피고인 만으로서 소송이 진행되는 것을 규문주의, 법원·소추자·피고인 간에 소송이 진행되는 것을 탄핵주의라고 한다.  (3) 형식원리로서의 탄핵주의를 취하는 경우 누가 주된 역할을 하느냐의 구별(실질원리) ― 그것이 법원일 경우를 규문주의(직권주의), 당사자일 경우를 탄핵주의(당사자주의)라고 한다.

## 관련 문헌
- 이재상, 『신형사소송법(제2판)』, 박영사, 2009
- 배종대, 이상돈, 『형사소송법』, 홍문사, 1996
- 이재상, 『형사소송법(제6판)』, 박영사, 2002
- 신동운, [판례분석]신형사소송법Ⅱ, 법문사, 2012.
- 이재흥, “한국과 미국의 형사소송절차의 비교”, 법조 39권 7, 8호 (통권 406, 407호)
- 차동언, “미국의 형사소송제도 -워싱턴 주를 중심으로-”, 사법행정(1993. 3.)
- 표성수, 『영미형사사법의 구조』, 비봉출판사, 2004
- 이상윤, 『영미법 - 개정판』, 박영사, 2000. (ISBN 8910451602)
- 강구진, 형사소송법원론(1982)
- 권요병, 형사소송법(1967)
- 김기두, 형사소송법(1985)
- 김영환, 형사소송법 강의(2009)
- 노규호, 형사소송법판례(2009)
- 노명선, 형사소송법 사례연구(2008)
- 노명선 · 이완규, 형사소송법(2009)
- 배종대 • 이상돈 • 정승환, 형사소송법(2009)
- 백형구, 알기쉬운 형사소송법 (2008)
- 백형구 조해 형사소송법(2002)
- 백형구, 형사소송법강의(2001)
- 법무부, 개정형사소송법(2007)
- 법원행정처, 법원실무제요 형사 I (2008)
- 법원행정처, 법원실무제요 형사 II (2008)
- 법원행정처, 형사소송법 개정법률 해설(2007)
- 사법개혁추진위원회, 형사소송법 셜명자료(2007)
- 사법연수원, 형사증거법 및 사실인정론(2009)
- 손동권, 형사소송법 (2008)
- 송광섭, 형사소송법(2003)
- 신동운, 간추린 신형사소송법(2008)
- 신동운, 신형사소송법 (2009)
- 신동운, 판례분석 신형사소송법(2007)
- 신동운, 형사소송법 4판(2007)
- 신양균, 형사소송법 (2009)
- 신현주, 형사소송법(2002)
- 심회기, 형사소송법의 쟁점(2004)
- 심회기 · 양동철, 신형사소송법판례(2009)
- 심희기 · 양동철, 쟁점강의 형시소송법(2009)
- 이완규, 개정형사소송법의 쟁점(2007)
- 이영란, 한국형사소송법(2008)
- 이재상, 신형사소송법 (2009)
- 이재상, 신형사소송법 연습(2009)
- 임동규, 형사소송법 (2009)
- 정영석, 형사소송법 (1984)
- 정영석 · 이형국, 형사소송법(1996)
- 정웅석, 형사소송법 (2006)
- 정웅석 · 백숭민, 형사소송법 (2010)
- 진계호, 형사소송법(2004)
- 조두영, 소송물론(2005)
- 차용석, 형사소송법(1997)
- 차용석 · 최용성, 형사소송법(2009)
- 한인섭(편), 재심 · 시효 • 인권(2007)
- 지송이재상교수정년기념논문집 간행위원회, 형사판례의 연구 II
- 지송이재상교수화갑기념논문집 간행위원회, 한국형사법학의 신전개
- 형사판례연구회, 형사판례연구 [1권]~[17권]

## 같이 보기
- 민사소송법